# Perypetie Penelopy Pitstop
Perypetie Penelopy Pitstop, Perypetie Penelopy, dawniej Niebezpieczne przygody Penelopy Samwdzięk (ang. The Perils of Penelope Pitstop dawniej The Danger of Penelope Superstar) – serial animowany produkcji amerykańskiej, wyświetlany w latach 1969–1970.
Serial emitowany w Polsce na kanale Boomerang, wcześniej na kanale Cartoon Network. Odcinek 17 nie jest emitowany.

## Fabuła
Penelopa Samwdzięk, dziedziczka ogromnej fortuny Pitstopów ma różne niebezpieczne przygody, a to za sprawą jej chciwego i zazdrosnego opiekuna Śliskiego Sylwestra, który przebiera się za Wrednego Szpona aby dopaść Penelopę i zgarnąć jej majątek. Na szczęście na ratunek Penelopie przyjeżdża Mrówczy Gang, w którego skład wchodzą: szef drużyny Clyde, lekkomyślny Głąbek, ciągle śmiejący się Rechot, szybko mówiący Szybki, bardzo mądry, odważny i pomysłowy Patent, smacznie śpiący Chrapek oraz szlochający i cierpiący na depresję Chlipek. Dzięki siedmiu nieustraszonym ratownikom podstępne plany Wrednego Szpona, za którego przebiera się Śliski zawsze się psują i nigdy się nie udają.

## Bohaterowie

### Główni
- Penelopa Samwdzięk Pitstop – główna bohaterka. Jest sławna na cały świat. Jest dziedziczką fortuny Pitstopów i pomaga wszystkim. Zawsze ją spotykają perypetie, a to jej chciwego i zazdrosnego opiekuna Śliskiego Sylwestra, który w niektórych odcinkach przebiera się za Wrednego Szpona żeby ją dopaść i zgarnąć jej majątek. Na szczęście na jej ratunek przybywa Mrówczy Gang, który krzyżuje podstępne plany oszusta i nigdy nie odstępuje jej na krok. Często całuje Głąbka w prawe ucho.

### Mrówczy Gang
- Clyde – przywódca Mrówczego Gangu i pierwszy członek. Trochę jest zły na ferajnę, ale jest najbardziej zły na Głąbka i często nazywa Patenta mądralą.
- Głąbek – drugi członek gangu. Jest mniej głupi niż Bracia Smutni. Jego lewe ucho pulsuje, a głowa robi się czerwona gdy często zostaje pocałowany przez Penelopę.
- Rechot – trzeci członek gangu. Ciągle się śmieje, nawet jak Clyde, Głąbek, Chrapek i Chlipek nie wypowiadali żartów.
- Szybki – czwarty z kolei członek gangu. Szybko biega i szybko mówi, więc ciężko go zrozumieć i ledwo za nim nadążyć .
- Patent – piąty członek gangu. Ma przy sobie wiele rzeczy np. w przeciwieństwie do Głąbka zawsze wpada na bardzo mądre pomysły i nigdy nie wymyśla nic głupiego. Clyde często nazywa go mądralą.
- Chrapek – szósty członek gangu. Ciągle marzy o niebieskich migdałach śpiąc, chrapiąc i nie zawsze się budząc. Zgaduje co Mrówczy Gang ma zrobić, żeby pomóc Penelopie uwolnić się od Wrednego Szpona.
- Chlipek – siódmy i ostatni członek gangu. Ciągle płacze.
- Chugga-Boom – samochód Mrówczego Gangu. Gdy Penelopa zostaje porwana przez Wrednego Szpona, wóz ją tropi.

### Wrogowie
- Sylwester Śliski – chciwy i zazdrosny opiekun Penelopy. Zawsze chce zgarnąć majątek Penelopy. Jest mistrzem przebierania się. Jednak nie jest zbyt mądry i jego plany nigdy się nie udają. Gdy przegra, zawsze powtarza: ,,Szlag''!
- Wredny Szpon  - alter ego Sylwestra Śliskiego.
- Bracia Smutni – współpracownicy Wrednego Szpona. Są wyjątkowo głupi niż Głąbek.

## Wersja polska
Opracowanie wersji polskiej: Start International Polska

Reżyseria: Paweł Galia

Dialogi polskie: 
- Anna Celińska (odc. 1-3, 13-15),
- Anna Niedźwiecka (odc. 4-6, 16),
- Ewa Mart-Więckowska (odc. 7-12)

Dźwięk i montaż: Jerzy Wierciński

Kierownik produkcji: Elżbieta Araszkiewicz

W wersji polskiej udział wzięli:
- Mieczysław Morański – Wredny Szpon
- Ewa Serwa – Penelopa
- Jarosław Boberek – Clyde
- Ryszard Olesiński – Głąbek
- Jarosław Domin – Rechot
- Józef Mika – Szybki
- Robert Tondera – Patent
- Dariusz Błażejewski – Chrapek
- Michał Konarski – Chlipek
- Paweł Galia – Bracia Smutni
- Jarosław Budnik – Narrator
- Tomasz Grochoczyński

i inni

## Spis odcinków
| N/o            | Polski tytuł                   | Angielski tytuł                         |
| -------------- | ------------------------------ | --------------------------------------- |
|                |                                |                                         |
| SERIA PIERWSZA |                                |                                         |
|                |                                |                                         |
| 01             | Leśna żonglerka                | Jungle Jeopardy                         |
|                |                                |                                         |
| 02             | Tramwajowa pułapka             | The Terrible Trolley Trap               |
|                |                                |                                         |
| 03             | Bulwarowa brawura              | The Boardwalk Booby Trap                |
|                |                                |                                         |
| 04             | Perypetie na Dzikim Zachodzie  | Wild West Peril                         |
|                |                                |                                         |
| 05             | Feralne Wesołe Miasteczko      | Carnival Calamity                       |
|                |                                |                                         |
| 06             | Film grozy                     | The Treacherous Movie Lot Plot          |
|                |                                |                                         |
| 07             | Niebezpieczna gra na pustyni   | Arabian Desert Danger                   |
|                |                                |                                         |
| 08             | Koszmar w domu towarowym       | The Diabolical Department Store Danger  |
|                |                                |                                         |
| 09             | Groza na wyścigu zaprzęgów     | Hair Raising Harness Race               |
|                |                                |                                         |
| 10             | Zasadzka na biegunie północnym | North Pole Peril                        |
|                |                                |                                         |
| 11             | Dużo hałasu na święcie lasu    | Tall Timber Treachery                   |
|                |                                |                                         |
| 12             | Na przełaj przez cały kraj     | Cross Country Double Cross              |
|                |                                |                                         |
| 13             | Pustynne perypetie             | Big Bagdad Danger                       |
|                |                                |                                         |
| 14             | Pechowa ciasteczkowa wróżba    | Bad Fortune In a Chinese Fortune Cookie |
|                |                                |                                         |
| 15             | Cyrkowe akrobacje              | Big Top Trap                            |
|                |                                |                                         |
| 16             | Bieg przez perypetie           | Game of Peril                           |
|                |                                |                                         |
| 17             | Zdradziecki Londyn             | London Town Treachery                   |
|                |                                |                                         |

## Opisy odcinków
- Leśna żonglerka

Penelopa kończy lot dookoła świata. Wtedy Wredny Szpon niszczy jej samolot i Penelopa poleciała na wyspę. Penelopa się ratuje lądując w gnieździe ptaków. Penelopa odkrywa, że znalazła się na wyspie pełnej dżungli. Wredny Szpon porywa Penelopę i próbuje się jej pozbyć. Mrówczy Gang ratuje Penelopę i zabiera z wyspy.
- Perypetie na Dzikim Zachodzie

Penelopa przyjeżdża na Dziki Zachód. Tam Wredny Szpon ją porywa i chce się jej pozbyć. Mrówczy Gang ciągle ratuje Penelopę.
- Film grozy

Penelopa musi zrobić własny film, ale Sylwester Śliski jako Wredny Szpon ją dopada i robi własny film o tym jak Penelopa ginie. Mrówczy Gang jak zwykle pomaga Penelopie. Przed outrem chce pokazać narratorowi mówiąc mu, że ma Penelopę na filmie, który wart jest majątek, ale gdy tylko podniósł pokrywę okazuje się, że kamera filmowa jest pusta i narrator mu powiedział, że zapomniał najpierw włożyć do niej taśmę.
- Niebezpieczna gra na pustyni

Penelopa zabiera małego wielbłąda do małego zoo w Arabii. Niestety dziewczyna nie przewidziała, że jej opiekun Sylwester Śliski jako Wredny Szpon znowu porywa Penelopę i próbuje się jej pozbyć. Jednak Mrówczy Gang przyjeżdża i ratuje Penelopę.
- Pustynne perypetie

Penelopa musi iść do jaskini Alibaby, odebrać stamtąd skarb i dać biednym dzieciom. Wredny Szpon szykuje dla niej kolejną perypetię i kradnie skarb. Jednak gdy zauważył, że idzie król to zmienił się z powrotem w Sylwestera Śliskiego, jednak nikt tego nie zauważył.
- Cyrkowe akrobacje

Penelopa bierze udział w cyrku. Wredny Szpon ciągle próbuje ją porwać i pozbyć się. Mrówczy Gang ratuje Penelopę jak cyrk wyruszył w trasę. Penelopa spotyka się z Sylwestrem Śliskim i się ujawnia jako Wredny Szpon, ale Penelopa nadal nie wie, że Wredny Szpon i Sylwester Śliski są jedną osobą.